# Bago (projétil)

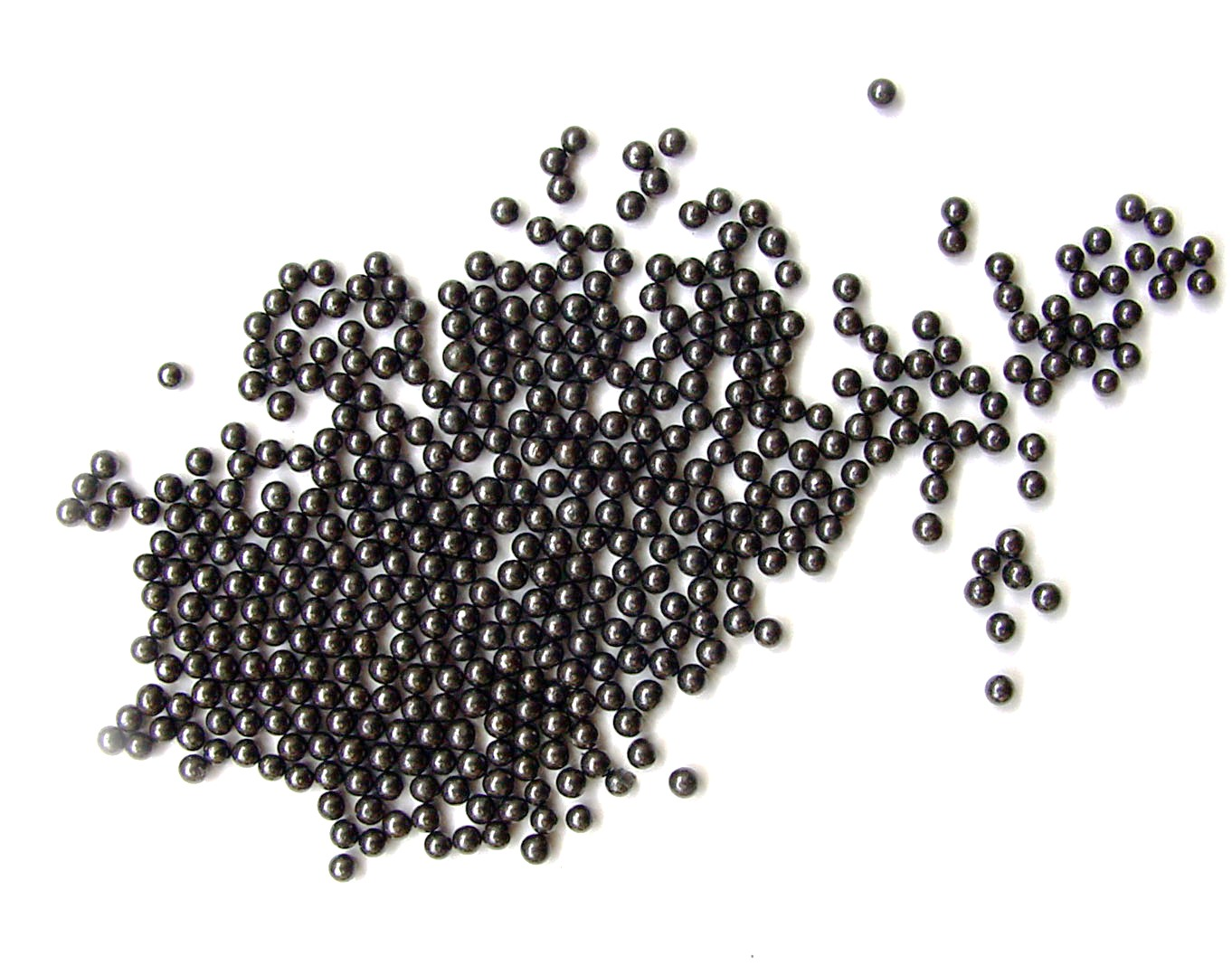
Um conjunto de bagos ou "chumbos"

Bago (no Brasil também chamado simplesmente de "chumbo") é a designação de um tipo de projétil de munição de espingarda que consiste em pequenas esferas de chumbo ou outro metal. Quando disparadas, elas saem do cano, dispersando e tornando mais fácil acertar o alvo à curta distância.

## Características
Esses são os bagos ou "chumbos" mais populares no Brasil.
| BAGO (CHUMBO) | BAGO (CHUMBO) | BAGO (CHUMBO)                      |
| N.º           | Ø (mm)        | quantidade aproximada em 10 gramas |
| ------------- | ------------- | ---------------------------------- |
| 12            | 1,25          | 870                                |
| 11            | 1,5           | 457                                |
| 9             | 2             | 216                                |
| 8             | 2,25          | 151                                |
| 7 ½           | 2,38          | 130                                |
| 7             | 2,5           | 110                                |
| 6             | 2,75          | 83                                 |
| 5             | 3             | 64                                 |
| 3             | 3,5           | 40                                 |
| 1             | 4             | 27                                 |
| T             | 5             | 14                                 |
| TTT           | 5,5           | 10                                 |
| SG            | 8,4           | 2,8                                |
| SG1           | (*)           | (*)                                |
| SG4           | 8,8           | 2,5                                |
| BALOTE        | (*)           | (*)                                |
| KNOCK DOWN    | (*)           | (*)                                |

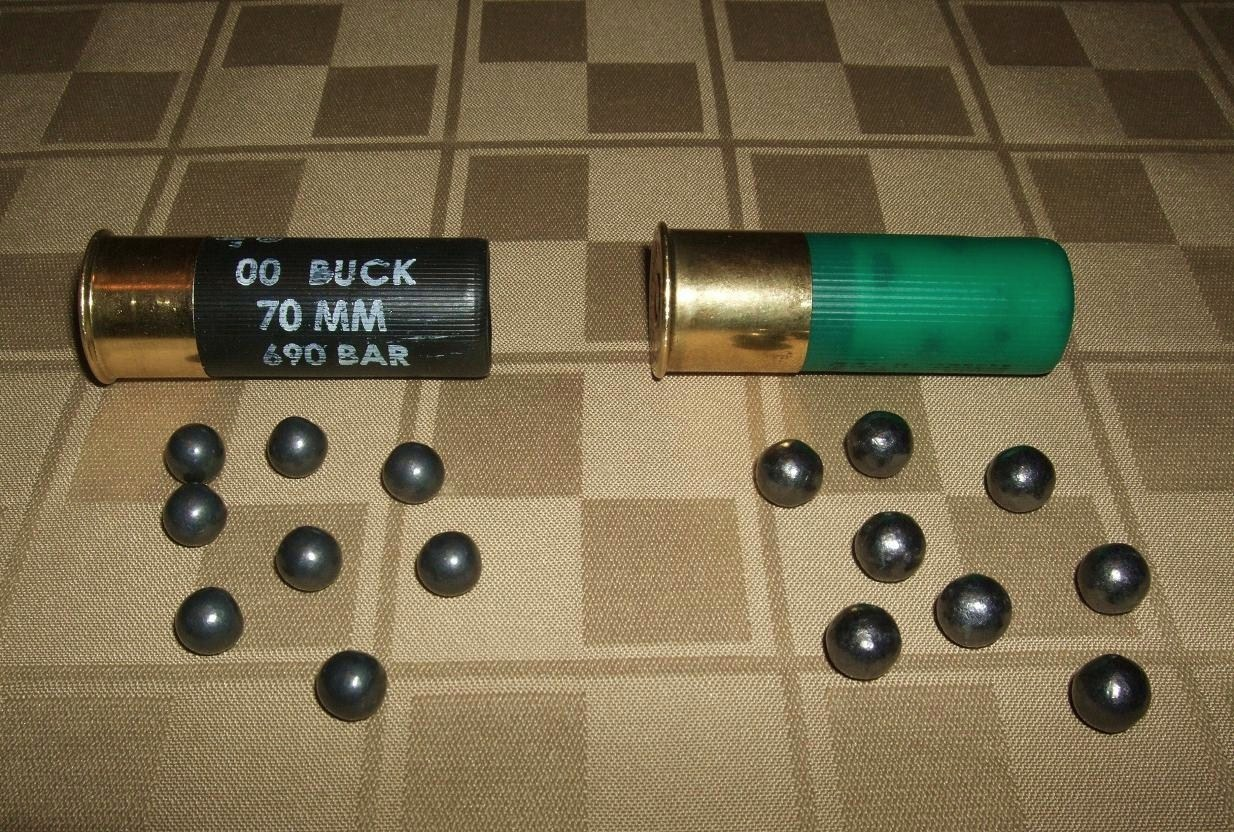
Dois exemplares de bagos padrão emericano: "00" (double-ought) e "000" (triple-ought)

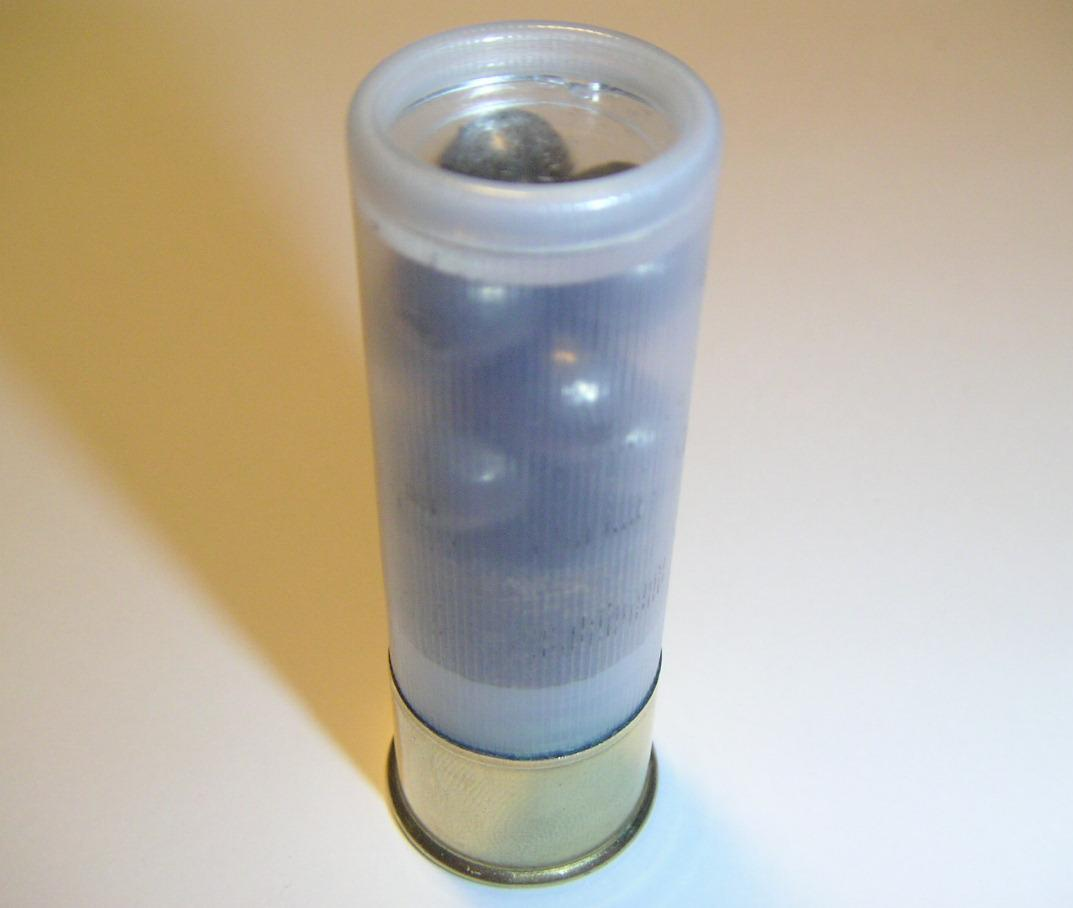
Cartucho "calibre 12" com bagos de 9 grains.

(*) Nos projéteis singulares, o diâmetro e o peso variam de acordo com o calibre do cartucho.

## Comparativo de tamanho de bagos nos Estados Unidos

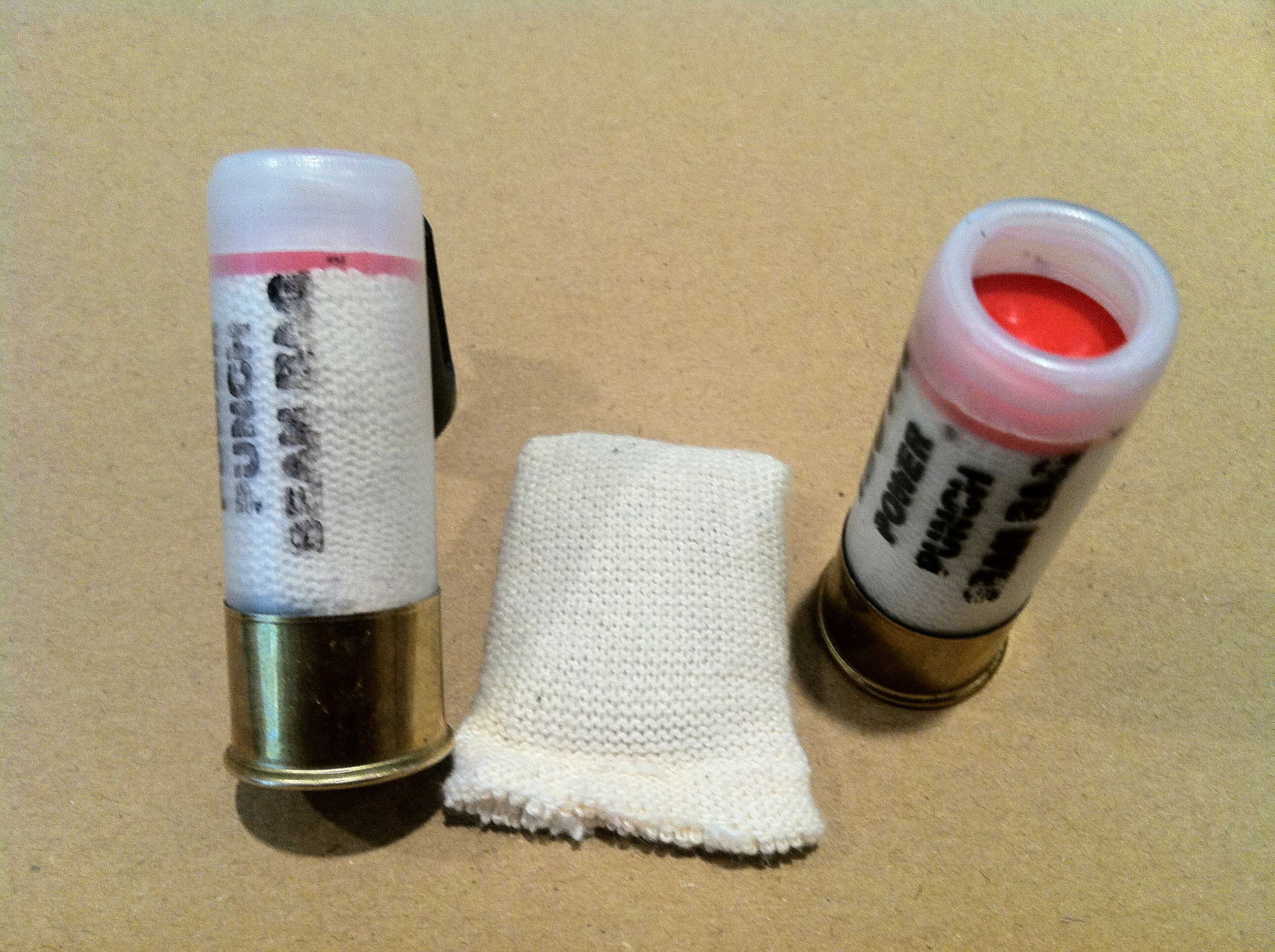
Dois ângulos de um cartucho do tipo "bean bag" no qual os bagos ficam numa bolsa de tecido

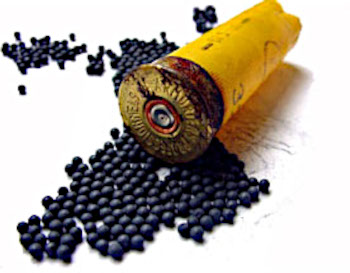
Um cartucho típico de 30 a 35 gramas,
contendo entre 200 e 300 bagos

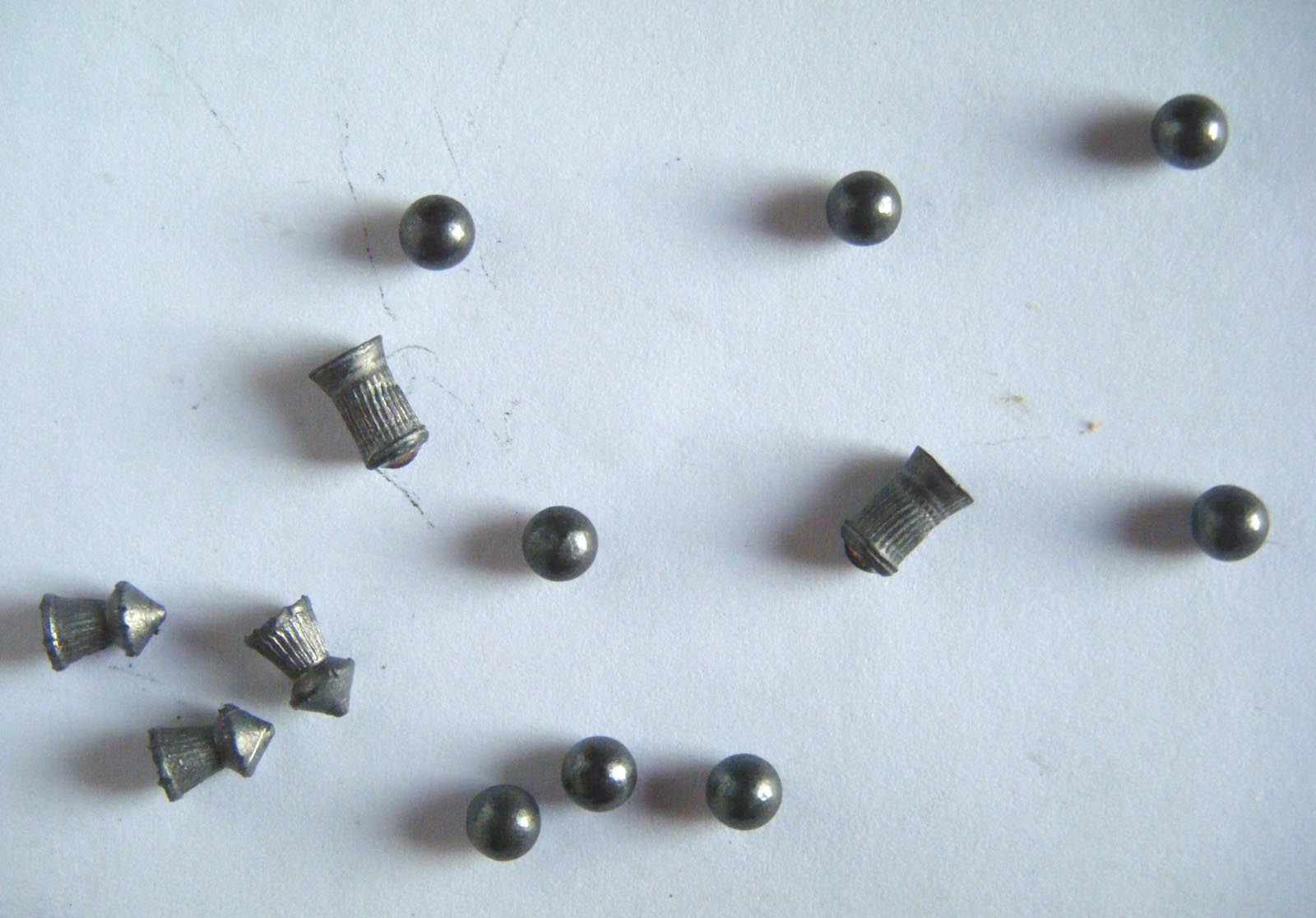
Balas e bagos para (armas de pressão).

Essa lista apresenta os códigos dos bagos com respectivos diâmetros e pesos para esferas de chumbo "ideais" nos EUA.
Os Tamanhos marcados com "*" são usados no Brasil.
| Tamanho              | Tipo      | Massa (grãos) | Diâmetro  | Diâmetro   |
| Tamanho              | Tipo      | Massa (grãos) | polegadas | milímetros |
| -------------------- | --------- | ------------- | --------- | ---------- |
| 0000                 | Buck      | 82            | 0,38      | 9,65       |
| 000½                 | Buck      | 76            | 0,37      | 9,4        |
| 000                  | Buck      | 70            | 0,36      | 9,14       |
| 00½                  | Buck      | 59            | 0,34      | 8,64       |
| 00                   | Buck      | 53,8          | 0,33      | 8,38       |
| 0                    | Buck      | 49            | 0,32      | 8,13       |
| #1½                  | Buck      | 44,7          | 0,31      | 7,87       |
| #1                   | Buck      | 40,5          | 0,30      | 7,62       |
| #2½                  | Buck      | 36,6          | 0,29      | 7,37       |
| #2                   | Buck      | 29,4          | 0,27      | 6,86       |
| #3½                  | Buck      | 26,3          | 0,26      | 6,6        |
| #3                   | Buck      | 23,4          | 0,25      | 6,35       |
| #4                   | Buck      | 20,7          | 0,24      | 6,1        |
| FF                   | Waterfowl | 18,2          | 0,23      | 5,84       |
| F (ou TTT ou 3T)*    | Waterfowl | 16,0          | 0,22      | 5,59       |
| TT                   | Waterfowl | 13,9          | 0,21      | 5,33       |
| T*                   | Waterfowl | 12,0          | 0,20      | 5,08       |
| BBB                  | Bird      | 10,2          | 0,19      | 4,83       |
| BB                   | Bird      | 8,50          | 0,18      | 4,57       |
| BB (arma de pressão) | Bird      | 8,10          | 0,177     | 4,5        |
| B                    | Bird      | 7,40          | 0,17      | 4,32       |
| #1*                  | Bird      | 6,15          | 0,16      | 4,06       |
| #2                   | Bird      | 4,40          | 0,15      | 3,81       |
| #3*                  | Bird      | 5,07          | 0,14      | 3,56       |
| #4                   | Bird      | 3,30          | 0,13      | 3,3        |
| #4½                  | Bird      | 2,90          | 0,125     | 3,18       |
| #5*                  | Bird      | 2,60          | 0,12      | 3,05       |
| #6*                  | Bird      | 2,00          | 0,11      | 2,79       |
| #7*                  | Bird      | 1,50          | 0,10      | 2,54       |
| #7½*                 | Bird/Clay | 1,29          | 0,095     | 2,41       |
| #8*                  | Bird/Clay | 1,09          | 0,09      | 2,29       |
| #8½                  | Bird/Clay | 0,97          | 0,085     | 2,16       |
| #9*                  | Bird/Clay | 0,75          | 0,08      | 2,03       |
| #9½                  | Bird/Clay | 0,63          | 0,075     | 1,91       |
| #10                  | Pest      | 0,51          | 0,07      | 1,78       |
| #11*                 | Pest      | 0,32          | 0,06      | 1,52       |
| #12*                 | Pest      | 0,19          | 0,05      | 1,27       |
| Dust                 | Pest      | 0,10 ou menos | 0,04      | 1,02       |

Significado (não é tradução) dos "tipos" em inglês:
| Tipo      | Porte do alvo (caça)                        |
| --------- | ------------------------------------------- |
| Buck      | Animais de médio porte (bodes ou porcos)    |
| Waterfowl | Aves aquáticas (patos e gansos)             |
| Bird      | Aves médias (galinhas)                      |
| Bird/Clay | Aves pequenas (pombas) e tiro ao prato      |
| Pest      | Pequenos animais daninhos (cobras, ratos, ) |

## Alternativas não tóxicas aos bagos de chumbo

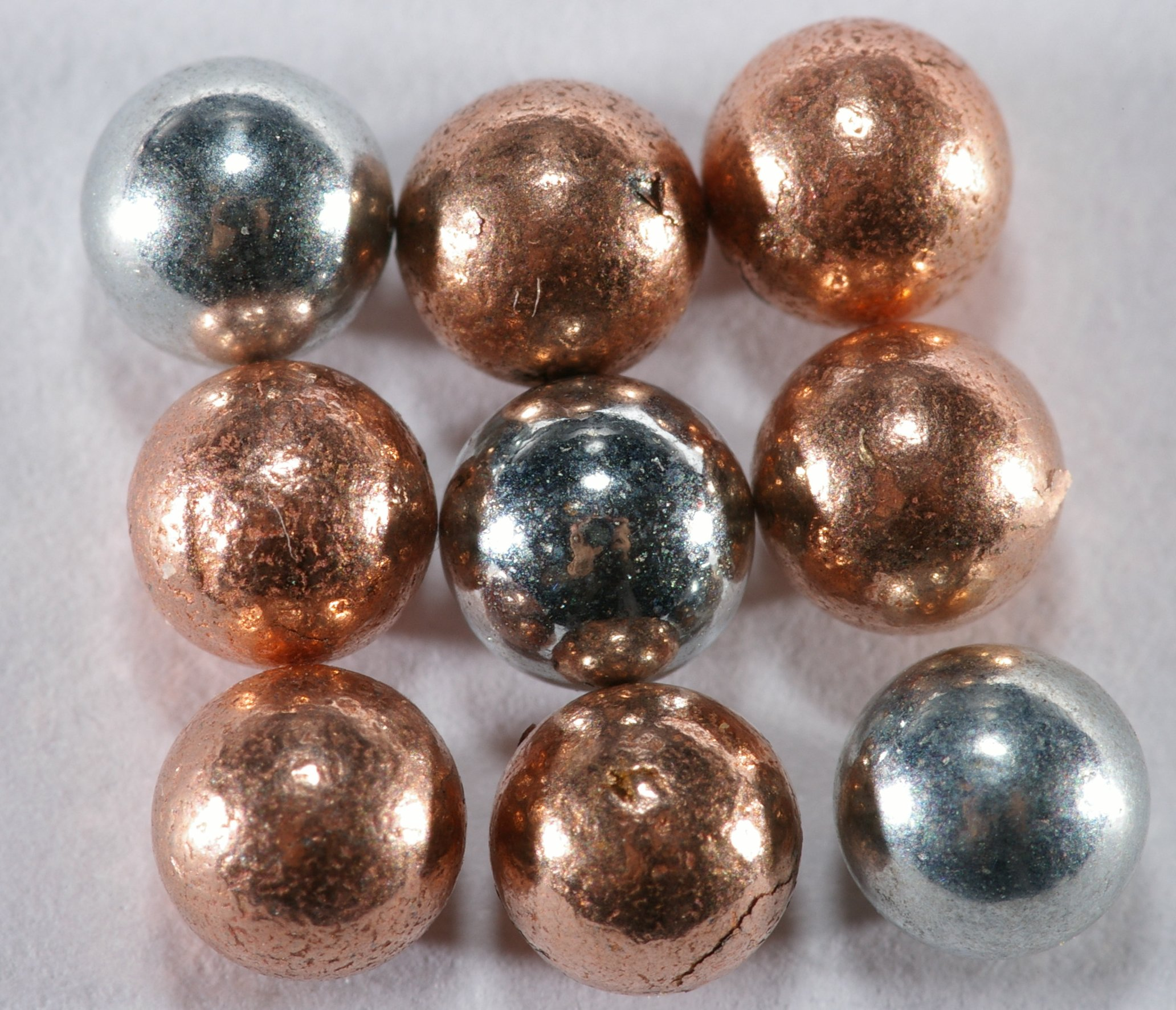
Bagos BB "jaquetados"
para (armas de pressão).

Alternativas aprovadas para caça de aves aquáticas migratórias incluem bagos fabricados com aço, ferro-tungstênio, polímero de tungstênio, ferro-tungstênio-níquel e estanho de bismuto no lugar do chumbo. Nos Estados Unidos, Reino Unido, Canadá e muitos países da Europa Ocidental (França a partir de 2006), todos os disparos usados para caçar aves aquáticas migratórias agora devem ser não tóxicos e, portanto, não podem mais conter nenhum chumbo.
O aço foi uma das primeiras alternativas ao chumbo amplamente usadas para as quais a indústria de munições se voltou. Mas o aço é cem vezes mais duro que o chumbo, com apenas dois terços de sua densidade, resultando em propriedades balísticas indesejáveis em comparação ao chumbo. Os bagos de aço podem ser tão duros quanto alguns canos e, portanto, podem danificar estranguladores em armas de fogo mais antigas, projetadas apenas para uso apenas com bagos de chumbo, bem mais macio. As pressões mais altas necessárias para compensar a densidade mais baixa do aço podem exceder os limites de projeto do cano.
Nos últimos anos, várias empresas criaram bagos não tóxicos de bismuto, tungstênio ou outros elementos ou ligas com densidade semelhante ou maior que o chumbo e com uma suavidade do tiro que resulta em propriedades balísticas comparáveis ao chumbo, fornecendo padrões mais consistentes e maior alcance do que os de aço. Infelizmente, todas essas soluções sem chumbo, exceto o aço, são muito mais caras que o chumbo, o que reduziu sua aceitação pelos caçadores.